# Lista de deputados estaduais de Pernambuco da 13.ª legislatura
Essa é uma lista de deputados estaduais de Pernambuco eleitos para o período 1995-1999.

## Composição das bancadas
| Partido | Líder                        | Bancada | Posição  |
| ------- | ---------------------------- | ------- | -------- |
| PFL     | Geraldo Coelho               | 17 / 49 | Oposição |
| PSB     | Carlos Lapa                  | 16 / 49 | Governo  |
| PMDB    | Carlos Eduardo Cadoca        | 5 / 49  | Oposição |
| PDT     | Roldão Joaquim dos Santos    | 4 / 49  | Governo  |
| PT      | João Paulo Lima              | 2 / 49  | Governo  |
| PSDB    | João Batista Meira Braga     | 2 / 49  | Oposição |
| PL      | Roberto de Oliveira Liberato | 2 / 49  | Oposição |
| PTB     | José Alves de Oliveira       | 1 / 49  | Governo  |

## Deputados estaduais
| Nome                            | Imagem | Partido                                          | Número | Votos  | %     | Ref. |
| ------------------------------- | ------ | ------------------------------------------------ | ------ | ------ | ----- | ---- |
| João Paulo                      |        | Partido dos Trabalhadores PT                     | 13144  | 48.892 | 2,38% |      |
| Newton D'Emery Carneiro         |        | Partido do Movimento Democrático Brasileiro PMDB | 15137  | 33.544 | 1,63% |      |
| Geraldo de Souza Coelho         |        | Partido da Frente Liberal PFL                    | 25230  | 33.322 | 1,62% |      |
| Carlos Barata                   |        | Partido Socialista Brasileiro PSB                | 40140  | 32.407 | 1,57% |      |
| Gilberto Marques Paulo          |        | Partido da Frente Liberal PFL                    | 25250  | 31.330 | 1,52% |      |
| Carlos Lapa                     |        | Partido Socialista Brasileiro PSB                | 40200  | 30.739 | 1,49% |      |
| Enoelino Magalhães Lyra         |        | Partido da Frente Liberal PFL                    | 25111  | 30.534 | 1,48% |      |
| Eduardo Gomes de Araújo         |        | Partido da Frente Liberal PFL                    | 25101  | 29.915 | 1,45% |      |
| Carlos Eduardo Cadoca           |        | Partido do Movimento Democrático Brasileiro PMDB | 15111  | 29.899 | 1,45% |      |
| Romário Pereira                 |        | Partido da Frente Liberal PFL                    | 25150  | 29.514 | 1,43% |      |
| André de Paula                  |        | Partido da Frente Liberal PFL                    | 25125  | 29.183 | 1,42% |      |
| Carlos Alberto Nogueira Rabêlo  |        | Partido da Frente Liberal PFL                    | 25189  | 28.554 | 1,39% |      |
| João Lyra Neto                  |        | Partido Socialista Brasileiro PSB                | 40122  | 28.030 | 1,36% |      |
| Zé Marcos                       |        | Partido da Frente Liberal PFL                    | 25120  | 27.927 | 1,36% |      |
| Gedeão Rosa dos Santos          |        | Partido da Frente Liberal PFL                    | 25144  | 27.535 | 1,34% |      |
| Antônio Mariano de Brito        |        | Partido da Frente Liberal PFL                    | 25200  | 25.436 | 1,24% |      |
| Djalma Souto Maior Paes Jr      |        | Partido Socialista Brasileiro PSB                | 40112  | 25.359 | 1,23% |      |
| José Geraldo da Mota Barbosa    |        | Partido da Frente Liberal PFL                    | 25142  | 25.097 | 1,22% |      |
| José Aglailson Queralvares      |        | Partido Socialista Brasileiro PSB                | 40123  | 24.906 | 1,21% |      |
| Garibaldi Bezerra Gurgel        |        | Partido da Social Democracia Brasileira PSDB     | 45111  | 23.796 | 1,16% |      |
| Luiz Romeu Cavalcanti da Fonte  |        | Partido Socialista Brasileiro PSB                | 40111  | 23.629 | 1,15% |      |
| Israel Dourado Guerra Filho     |        | Partido Socialista Brasileiro PSB                | 40121  | 23.620 | 1,15% |      |
| Roldão Joaquim dos Santos       |        | Partido Democrático Trabalhista PDT              | 12112  | 23.376 | 1,14% |      |
| Marcantonio Dourado             |        | Partido Democrático Trabalhista PDT              | 12111  | 23.134 | 1,12% |      |
| João Batista Meira Braga        |        | Partido da Social Democracia Brasileira PSDB     | 45101  | 22.125 | 1,07% |      |
| Pedro Eugênio                   |        | Partido Socialista Brasileiro PSB                | 40101  | 21.990 | 1,07% |      |
| Rosa Maria Lins de Albuquerque  |        | Partido Democrático Trabalhista PDT              | 12122  | 21.344 | 1,04% |      |
| Henrique José Queiroz Costa     |        | Partido da Frente Liberal PFL                    | 25160  | 20.769 | 1,01% |      |
| Valdeir Batista                 |        | Partido Socialista Brasileiro PSB                | 40103  | 20.445 | 0,99% |      |
| Maria Teresa Caminha Duere      |        | Partido da Frente Liberal PFL                    | 25299  | 19.898 | 0,97% |      |
| Gilson Muniz Dias               |        | Partido Democrático Trabalhista PDT              | 12110  | 19.832 | 0,96% |      |
| Eduardo de Farias Batista       |        | Partido da Frente Liberal PFL                    | 25240  | 19.710 | 0,96% |      |
| Geraldo José de Almeida Melo Jr |        | Partido do Movimento Democrático Brasileiro PMDB | 15105  | 19.694 | 0,96% |      |
| Paulo Rubem Santiago            |        | Partido dos Trabalhadores PT                     | 13113  | 19.598 | 0,95% |      |
| Diniz de Sá Cavalcanti          |        | Partido do Movimento Democrático Brasileiro PMDB | 15156  | 19.002 | 0,92% |      |
| João Mendonça Bezerra Jatobá    |        | Partido da Frente Liberal PFL                    | 25105  | 18.754 | 0,91% |      |
| Orlando de Souza Ferraz         |        | Partido Socialista Brasileiro PSB                | 40120  | 18.646 | 0,91% |      |
| Sebastião Rufino Ribeiro        |        | Partido da Frente Liberal PFL                    | 25255  | 18.611 | 0,90% |      |
| Manoel Pereira da Costa Neco    |        | Partido Socialista Brasileiro PSB                | 40150  | 18.607 | 0,90% |      |
| Manoel Ferreira da Silva        |        | Partido da Frente Liberal PFL                    | 25166  | 18.602 | 0,90% |      |
| Oséas Moraes da Silva Filho     |        | Partido Socialista Brasileiro PSB                | 40199  | 17.501 | 0,85% |      |
| Orisvaldo Inácio da Silva       |        | Partido Socialista Brasileiro PSB                | 40170  | 16.603 | 0,81% |      |
| Guilherme Uchoa                 |        | Partido do Movimento Democrático Brasileiro PMDB | 15106  | 16.137 | 0,78% |      |
| Ranilson Brandão Ramos          |        | Partido Socialista Brasileiro PSB                | 40110  | 15.621 | 0,76% |      |
| Francisco Cintra Galvão         |        | Partido Socialista Brasileiro PSB                | 40270  | 15.467 | 0,75% |      |
| Pedro Eurico de Barros e Silva  |        | Partido Socialista Brasileiro PSB                | 40222  | 14.956 | 0,73% |      |
| Roberto de Oliveira Liberato    |        | Partido Liberal PL                               | 22140  | 14.505 | 0,70% |      |
| Ivo Queiroz Costa               |        | Partido Liberal PL                               | 22111  | 13.887 | 0,67% |      |
| José Alves de Oliveira          |        | Partido Trabalhista Brasileiro PTB               | 14110  | 10.719 | 0,52% |      |